# Billy Eichner
Billy Eichner (New York, 18 september 1978) is een Amerikaans acteur, komiek, presentator en televisieproducent.
Eichner was presentator, bedenker en uitvoerend producent van het komisch spelprogramma Billy on the Street dat werd uitgezonden op TruTV. Hij werd met het programma driemaal genomineerd voor een Emmy Award. In 2013 in de categorie "Outstanding Game Show Host", in 2015 in de categorie "Outstanding Short-Format Live-Action Entertainment Program" en in 2017 in de categorie "Outstanding Variety Sketch Series". Hij is ook bekend met de rol van Craig Middlebrooks in de sitcom Parks and Recreation en diverse rollen in dramaserie American Horror Story.

## Filmografie
- Gemeinsame Normdatei: 130047811X
- International Standard Name Identifier: 0000 0004 9781 7278
- Library of Congress Control Number: no2016172223
- MusicBrainz: 1d453c52-b9b3-49fc-b504-488452daf82a
- Virtual International Authority File: 9232148451590915970001
- WorldCat: E39PBJvRVDR3HMKtGv4YqCJVYP